# NK Mosor
Nogometni Klub Mosor is een Kroatische voetbalclub uit Žrnovnica.

## Erelijst
| Nationaal                  |    |                           |
| Kampioen Derde liga (Zuid) | 3x | 1998/99, 2002/03, 2003/04 |